# BMW M43
Il BMW M43 è un gruppo di motori a scoppio a benzina per uso automobilistico prodotti dal 1993 al 2002 dalla casa automobilistica tedesca BMW.

## Descrizione

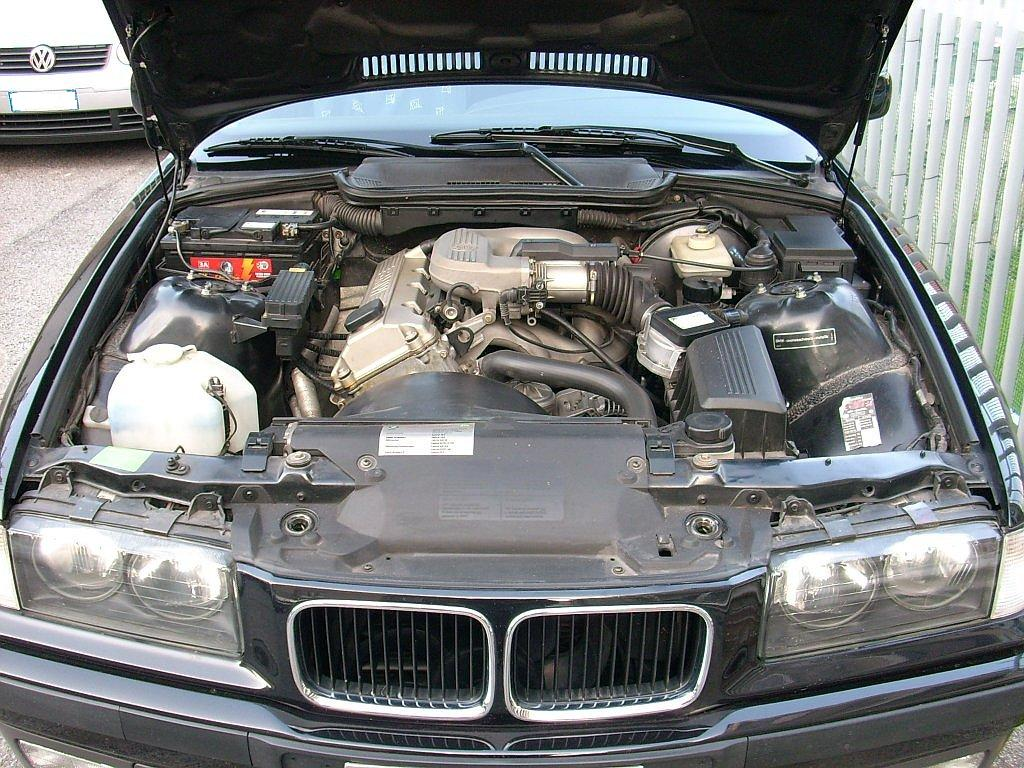
Motore BMW M43B16 montato su una BMW 316i E36 del 1997

Si tratta di una piccola famiglia di tre motorizzazioni a 4 cilindri comprese tra i 1.6 ed i 1.9 litri che a partire dal 1993 dapprima affiancò ed infine rimpiazzò i due propulsori 1.6 e 1.8 M40, che peraltro fecero da base proprio per i nuovi M43. Le due unità da 1.6 e 1.8 litri mantennero infatti le stesse caratteristiche dimensionali dei propulsori M40, e quindi anche le stesse cilindrate.
Si ebbero però novità tecniche su tutte e tre le unità componenti questa famiglia:
- sistema ICIM (Individual Control Intake Manifold), ossia con collettori di aspirazione a geometria variabile regolati elettronicamente tramite quattro valvole a farfalla;
- distributore di tensione mutuato dalle contemporanee motorizzazioni a 6 ed 8 cilindri;
- distribuzione (a 2 valvole per cilindro ed un albero a camme in testa) comandata da una catena anziché da una cinghia dentata.

Le quattro valvole a farfalla che regolano la portata d'aria dei quattro condotti di aspirazione assicurano migliori valori di coppia motrice a seconda del carico sul propulsore stesso.
Di seguito vengono descritte le caratteristiche dei tre propulsori che hanno costituito la piccola famiglia M43.

### M43B16

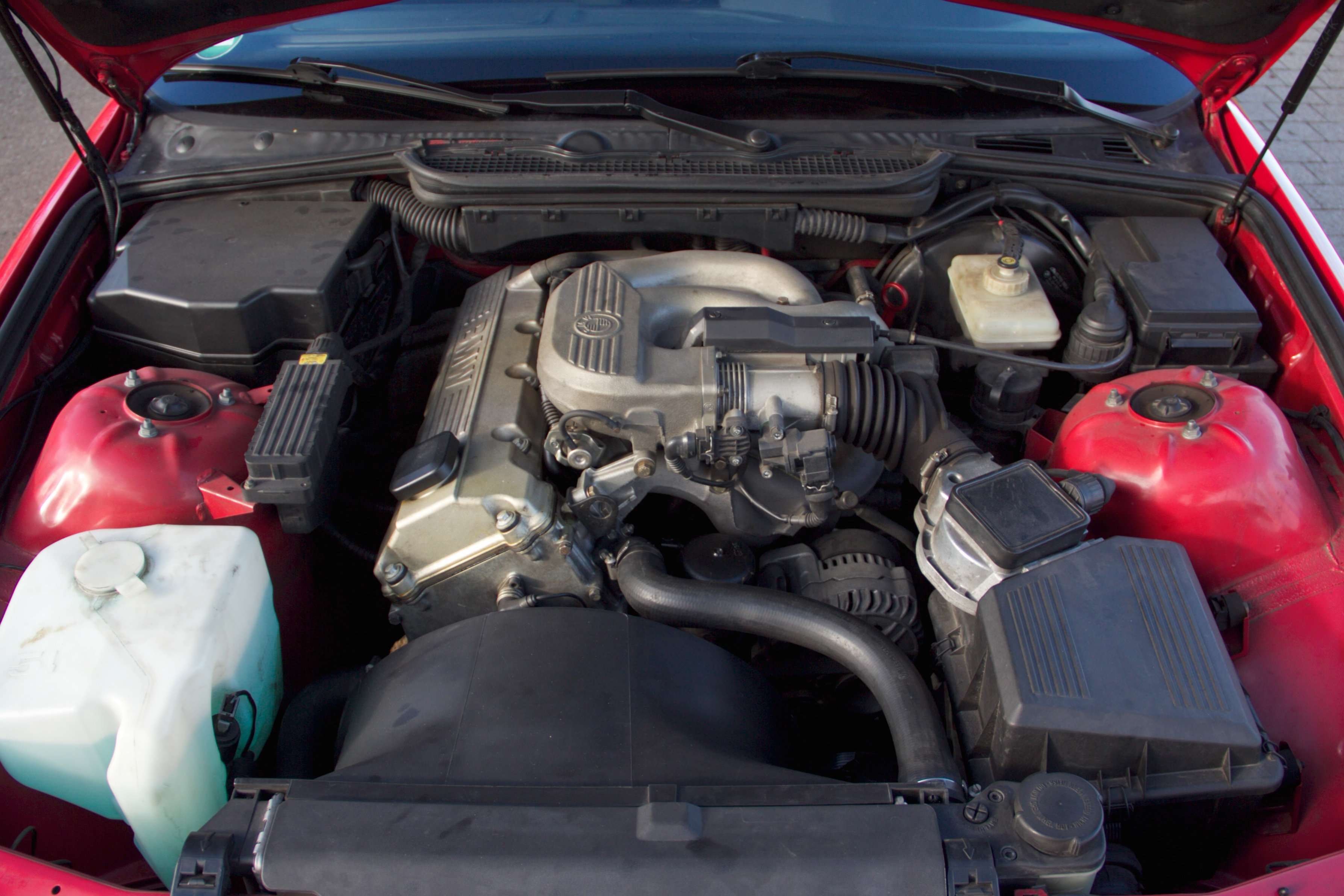
Motore di una BMW M43B16 montato in una BMW 316i compact E36 del 1996.

Si tratta in pratica del 1.6 M40 dotato però delle migliorie descritte poco sopra. Si tratta quindi di un 1596 cm³ (alesaggio x corsa=84x72 mm) alimentato ad iniezione elettronica Bosch DME 1.7. La potenza massima rimaneva a 101 CV, disponibili a 5500 giri/min. La coppia massima raggiungeva invece i 151 Nm a 3900 giri/min (il 1.6 M40 arrivava a 143 N·m a 4250 giri/min).
Tale propulsore fu impiegato su:
- BMW 316i E36 (1993-98);
- BMW 316i E36 Compact
- BMW 316i E46 (1998-2002, solo su alcuni mercati, ma non in Italia).

Una versione leggermente depotenziata di questo motore erogava 99 CV a 5800 giri/min ed una coppia massima di 128 Nm a 2750 giri/min. Con gli opportuni adattamenti del caso, tale motore è stato montato sulla Bertone Freeclimber, un fuoristrada di media taglia derivato dalla Daihatsu Feroza (sul Bertone Freeclimber II, derivato dal Feroza, risulta installato un normale motore 1600 cm³ M40 8 valvole a cinghia di distribuzione, codice motore 16 4 E1, con iniezione elettronica Motronic 1.3, mentre il Bertone Freeclimber, derivato del Daihatsu Rocky monta motori a sei cilindri.).

### M43B18

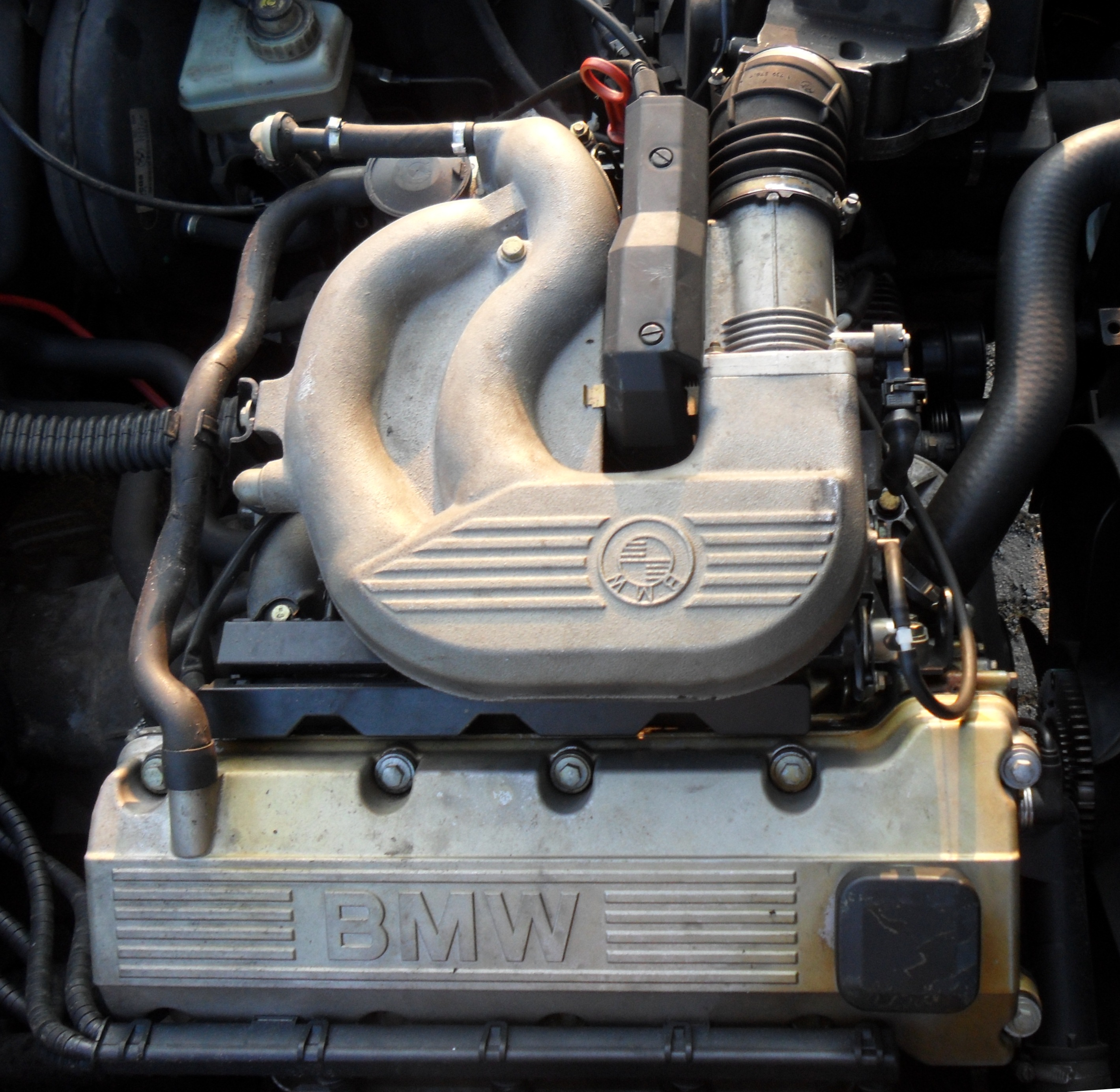
Motore M43B18 montato su una BMW 518i E34

Analogamente all'unità precedente, anche questa è in pratica la versione aggiornata del 1.8 M40. La cilindrata rimane quindi a 1796 cm³, con alesaggio e corsa di 84x81 mm. Anche in questo caso si utilizzava la centralina Bosch DME 1.7 per l'alimentazione. La potenza massima rimase anche in questo caso pressoché invariata a 115 CV a 5500 giri/min, mentre la coppia salì da 166 a 169 Nm, disponibili peraltro a 3900 giri/min anziché a 4250.
Tale propulsore venne montato su:
- BMW 318i E36 (1993-95);
- BMW 518i E34 (1994-96);
- BMW Z3 1.8 (1995-01)

### M43B19
Con questa sigla viene indicato un propulsore da 1895 cm³ imparentato principalmente con l'unità M44, rispetto alla quale si distingue per le due valvole per cilindro anziché 4. Tale propulsore (alesaggio e corsa = 85x83.5 mm) era alimentato ad iniezione elettronica, e disponibile in due livelli di potenza. Nella variante meno prestante la potenza massima era di 105 CV a 5300 giri/min, con un picco di coppia pari a 165 N·m a 2500 giri/min. L'altra variante erogava invece 118 CV a 5500 giri/min ed una coppia massima di 180 N·m a 3900 giri/min.
Questo motore ha trovato diverse applicazioni a seconda delle due varianti. La versione meno potente è stata montata su:
- BMW 316i E46 (1999-01);
- BMW 316i E36 Compact (1999-00)

Invece, la versione da 118 CV è stata montata su:
- BMW 318i E46 (1998-01)
- BMW 318 Ci E46 (1998-01)
- BMW Z3 1.8 e 1.9 (1998-01)